# Always Remember Us This Way
Always Remember Us This Way è un singolo della cantante statunitense Lady Gaga, pubblicato il 24 novembre 2018 come secondo estratto dalla colonna sonora A Star Is Born Soundtrack.
Il brano è stato scritto dalla cantante stessa insieme a Natalie Hemby, Hillary Lindsey e Lori McKenna, ed ha ricevuto una candidatura ai Grammy Awards 2020 come Canzone dell'anno.

## Video musicale
Il video musicale è stato reso disponibile l'8 novembre 2018 attraverso il canale YouTube della cantante e comprende vari spezzoni tratti dal film A Star Is Born.

## Tracce
CD promozionale (Francia)
1. Always Remember Us This Way (Radio Edit) – 3:26
2. Always Remember Us This Way (Main Version) – 3:30

## Formazione
Musicisti
- Lady Gaga – voce, pianoforte
- Chris Powell – batteria
- Brian Allen – basso
- Maestro Lightford – tastiera
- Leroy Powell – pedal steel guitar

Produzione
- Dave Cobb – produzione
- Lady Gaga – produzione
- Gena Johnson – registrazione
- Eddie Spear – registrazione
- Bo Bodnar – assistenza alla registrazione
- Benjamin Rice – registrazione aggiuntiva
- Tom Elmhirst – missaggio
- Brandon Bost – assistenza al missaggio
- Randy Merrill – mastering

## Classifiche

### Classifiche settimanali
| Classifica (2018-25) | Posizione massima |
| -------------------- | ----------------- |
| Australia            | 12                |
| Austria              | 25                |
| Belgio (Fiandre)     | 10                |
| Belgio (Vallonia)    | 5                 |
| Canada               | 26                |
| Croazia              | 87                |
| Danimarca            | 13                |
| Estonia              | 19                |
| Francia              | 18                |
| Germania             | 84                |
| Grecia               | 21                |
| Irlanda              | 3                 |
| Islanda              | 1                 |
| Italia               | 41                |
| Lettonia             | 70                |
| Lituania             | 11                |
| Lussemburgo          | 2                 |
| Malaysia             | 16                |
| Norvegia             | 7                 |
| Nuova Zelanda        | 14                |
| Paesi Bassi          | 30                |
| Portogallo           | 10                |
| Regno Unito          | 25                |
| Repubblica Ceca      | 19                |
| Singapore            | 20                |
| Slovacchia           | 4                 |
| Spagna               | 91                |
| Stati Uniti          | 41                |
| Svezia               | 10                |
| Svizzera             | 7                 |
| Ungheria             | 18                |

### Classifiche di fine anno
| Classifica (2019) | Posizione |
| ----------------- | --------- |
| Australia         | 98        |
| Belgio (Fiandre)  | 20        |
| Belgio (Vallonia) | 13        |
| Danimarca         | 32        |
| Francia           | 32        |
| Islanda           | 4         |
| Norvegia          | 12        |
| Nuova Zelanda     | 37        |
| Paesi Bassi       | 76        |
| Portogallo        | 68        |
| Slovacchia        | 8         |
| Svezia            | 25        |
| Svizzera          | 12        |

## Date di pubblicazione
| Paese       | Anno             | Formato |
| ----------- | ---------------- | ------- |
| Regno Unito | 24 novembre 2018 | Airplay |
| Italia      | 4 gennaio 2019   | Airplay |